# Апт-арт
Апт-арт (оригинальное название: APTART) — «квартирное искусство», название происходит от английских слов «apartment» (квартира) и «art» (искусство). Апт-арт — термин, изобретённый художником Никитой Алексеевым для домашней выставки, которая оформляется в начале 80-х годов в качестве особого экспозиционного жанра, ставшего ярким художественным явлением и оригинальным, чисто российским вкладом в развитие современного искусства. Апт-арт — искусство, созданное именно с расчетом на такой способ демонстрации.
Апт-арт принял форму устройства выставочных показов в частных квартирах и начался в 1982 году экспозицией группы «Мухомор» в квартире Никиты Алексеева. Участники не занимались чистой живописью. Они собирали городской хлам и старые плакаты, создавали намеренно китчевые ассамбляжи, пародирующие грубое нутро позднесоветской жизни, убогих публичных пространств и тесного тусклого квартирного быта. Апт-арт занимался чем-то вроде любительских самоделок по борьбе с загрязнением окружающей среды. Саркастические и красочные, эти битком набитые инсталляции парадоксальным образом подрывали различие между искусством и жизнью. В отличие от «Коллективных действий», АПТАРТ не был ни камланием, ни шаманством. Напротив, объектом его внимания были скорее сферы общественного и политического. Причиной возникновения являлось тоталитарное господство соцреализма. Право выставляться в галереях имелось только у членов союзов художников и комбинатов, специальные комиссии пропускали исключительно идеологически "неопасную" продукцию. Альтернативные выставки стали устраивать на квартирах. И возник новый художественный язык, резко отличающийся от привычного языка художников, обслуживающих госзаказ.

## Художники
- Алексеев, Никита Феликсович
- Альберт, Юрий Феликсович
- Звездочётов, Константин Викторович
- Георгий Кизевальтер
- Владимир Мироненко
- Сергей Мироненко
- Монастырский, Андрей Викторович
- Группа «Мухоморы»
- Андрей Филиппов
- Группа «ТОТАРТ»